# 蒲富恪
蒲富恪（1930年7月18日—2001年5月2日），男，四川成都人，中国物理学家，曾任中国科学院物理研究所研究员。

## 生平
1952年毕业于清华大学物理系。1960年获苏联科学院数学研究所副博士学位。1991年当选为中国科学院学部委员（院士）。

## 学术贡献
应用统计物理中的双时格林函数方法，改进了反铁磁的量子理论，首次建立了在整个温度区域内适用的磁化强度公式。